# Claudio Naranjo
Claudio Benjamín Naranjo Cohen (Valparaíso, 24 de noviembre de 1932-Berkeley, California, 12 de julio de 2019), más conocido como Claudio Naranjo, fue un psiquiatra y escritor chileno que se convirtió en uno de los pioneros y máximos referentes de la psicología transpersonal.

## Biografía
Después de doctorarse en medicina, fue contratado por la Facultad de Medicina de la Universidad de Chile para formar parte del personal de un pionero centro de estudios sobre Antropología Médica (CEAM), fundado por Francisco Hoffmann Lachnit en 1960, al mismo tiempo que ejercía la psiquiatría en la Universidad Clínica Psiquiátrica.
Implicado en la investigación acerca de los efectos de la deshumanización de la educación médica tradicional, viajó brevemente a los Estados Unidos con la misión adjudicada por la Universidad de Chile de explorar el campo del aprendizaje perceptual.
Después inició una beca Fulbright en la Universidad de Harvard, donde fue estudiante de Gordon Allport y recibió el influjo de David McClelland y Richard Schultes. Posteriormente, fue a la Universidad de Illinois, donde aprendió análisis factorial con Raymond Cattell. Finalmente, viajó a la Universidad de California en Berkeley, donde trabajó como investigador adjunto en el Instituto de Investigación y Evaluación de la Personalidad (Institute of Personality Assessment and Research - IPAR), y dirigió investigaciones sobre la psicología de los valores. En 1965 volvería a Berkeley con una beca Guggenheim.
En 1969 fue nombrado asesor del Centro de Investigaciones de Políticas Educacionales, creado por Willis Harman, en el Stanford Research Institute. Aceptó la invitación de Robert Ornstein como coautor de un libro de meditación, y otra de Ravenna Helson cuyo objetivo era profundizar en un examen cualitativo de las diferencias expuestas en obras que hablan sobre factores matriarcales y patriarcales, descubiertos por ella al principio en sus investigaciones en autores matemáticos, y también con trabajos de autores que escribían ficción para niños. Todo aquello cristalizó en su libro El niño divino y el héroe que fue publicado mucho más tarde.
Después de algún tiempo trabajando en el Centro de Estudios de Antropología Médica de la Facultad de Medicina de la Universidad de Chile, volvió a Berkeley como un inmigrante, y al IPAR, donde continuó sus actividades como «socio de investigación». Finalmente, se convirtió en uno de los cuatro sucesores de Fritz Perls (junto con Dick Price, Robert Hall y Jack Downing) cuando Perls emigró a Canadá.
En 1970, tras la pérdida de un hijo, se retiró en aislamiento al desierto de Arica, en Chile, dando comienzo a su "vida contemplativa".
A fines de 1970, comenzó a enseñar a un grupo que incluyó a su madre, antiguos aprendices de terapia Gestalt, y amigos. El grupo comenzó como una improvisación y se convirtió en un programa que originó una organización no lucrativa llamada el Instituto SAT, en el que se desempeña como el diseñador del proceso y supervisor de la actividad.
En 1976 comenzó a ofrecer talleres en Europa, refinando aspectos del mosaico de acercamientos en el Programa SAT: la terapia Gestalt y su supervisión, las aplicaciones del eneagrama a la personalidad, la meditación interpersonal y la música como recurso terapéutico. A partir de 1987, el Programa SAT se ha extendido por España, Italia, México, Argentina, Colombia, Chile y Brasil, a lo que Claudio Naranjo ha dedicado gran parte de su tiempo, así como a escribir en su casa de Berkeley, California.
A finales de los años 80, revisó por completo un libro temprano en terapia Gestalt y publicó dos nuevos. También ha publicado tres libros sobre el eneagrama, así como otro volumen titulado El final del patriarcado, una interpretación del problema social como expresión de una devaluación de la naturaleza e instinto humanos y de su solución en el desarrollo armónico de nuestros «tres cerebros» potenciales. También publicó un nuevo libro en la meditación, The Way of Silence and the Talking Cure, y Cantos del despertar, una interpretación de los grandes libros de Oriente como expresiones «del viaje interior» y variaciones en «el cuento del héroe».
Desde finales de los años 90, ha brindado muchas conferencias sobre educación y ha influido en la transformación del sistema educativo en varios países con la convicción de que nada es más esperanzador en términos de evolución social que el fomento colectivo de la sabiduría individual, la compasión y la libertad. Su libro Cambiar la educación para cambiar el mundo va dirigido a estimular los esfuerzos de profesores formados en el Programa SAT que comienzan a estar implicados en un proyecto de Educación Integradora (Programa SAT para Comunidades Educativas), que se ofrece  como «un plan de estudios suplementarios» de autoconocimiento, reparación de la relación y cultura espiritual, cuyo propósito es contribuir a la transformación del educador para que sea un polo de transformación de su entorno humano y profesional.
En 2007 fue nombrado doctor honoris causa por la Universidad de Udine. El 23 de noviembre de ese mismo año, se llevó a cabo el acto de presentación oficial de la Fundación Claudio Naranjo en el Paraninfo del edificio central de la Universidad de Barcelona.

## Libros publicados
- On the Psychology of meditation (With Robert Ornstein) (1971) Ediciones Penguin Books
- La única búsqueda (1972) Ediciones An Esalen Book
- The Healing Journey: New Approches to Consciousness. (1973) Ediciones Pantheon Books. New York
- Techniques of Gestalt Therapy: (1973) The SAT Press
- How to be (1990) Ediciones Jeremy P. Tarcher
- La vieja y novísima gestalt: Actitud y práctica (1990) Ediciones Cuatro Vientos, Santiago
- Gestalt sin fronteras, Testimonios sobre el legado de Fritz Perls. (1993)  Ediciones Naciente, Buenos Aires
- La agonía del patriarcado (1993) Ediciones Kairós
- El niño divino y el héroe (1994) Ediciones Sirio,
- Character and Neurosis: An Integrative View (1994) Ediciones Gateways. Nevada City
- El Eneagrama de la Sociedad: Males de Mundo, Males del Alma (1995) Temas de Hoy. Madrid
- Autoconocimiento transformador. Los eneatipos en la vida, la literatura y la clínica (1998) Vitoria: Ediciones La Llave
- Entre meditación y psicoterapia (1999) Vitoria: Ediciones La Llave
- Cambiar la educación para cambiar el mundo (2002) Vitoria: Ediciones La Llave
- Cantos del despertar (2002) Vitoria: Ediciones La Llave
- Gestalt de vanguardia (2003) Vitoria: Ediciones La Llave
- Cosas que Vengo Diciendo. Sobre el Amor la Conciencia lo Terapeutico y la Solucion al Problema del Mundo (2005) Ediciones Kier. Buenos Aires
- Por una gestalt viva (2007) Ediciones La Llave
- Lernen lernen! mit Herz, Hand & Hirn (2007) Ediciones Die Grüne Zweig (Alemán)
- Sanar la civilización (2009) Vitoria: Ediciones La Llave
- La mente patriarcal (2010) Barcelona: RBA Libros
- Ayahuasca, La enredadera del río celestial (2012) Ediciones La Llave
- El viaje interior : en los clásicos de oriente (2013) Ediciones La Llave
- Budismo dionisíaco (2014) Ediciones La Llave
- La Revolucion Que Esperabamos (2014) Ediciones La Llave
- La música interior, hacia una hermeneutica de la expresión sonora (2015) Ediciones La Llave
- Esperienze di trasformazione con l'enneagramma. Un'analisi dei sottotipi (Psiche e coscienza) (2015) Ediciones Astrolabio (Italia)
- Exploraciones psicodélicas (2016) Ediciones La Llave
- Viaggio di guarigione. Il potenziale della terapia psichedelica (2016) Ediciones Spazio Interiore (Italia)
- Claudio Naranjo. La vida y sus enseñanzas: Un encuentro con Javier Esteban (2017) Ediciones Kairos
- Ascenso y descenso de la montaña sagrada (2019) Ediciones Vergara
- Sanar las mentes para arreglar el mundo (2019) Ediciones Vergara
- Tótila Albert: Ein Prophet des Dreimal Unser (2020) Ediciones Hollitzer Verlag (Alemán)

## Filmografía
| Año  | Título         | Rol                            | Notas                   | Ref.   |
| ---- | -------------- | ------------------------------ | ----------------------- | ------ |
| 2015 | Balzac         | Él mismo, escritor y productor | Largometraje documental | [ 14 ] |
| 2019 | Viaje Interior | Él mismo                       | Largometraje documental | [ 15 ] |
| 2019 | Brin d'amour   | Él mismo                       | Largometraje documental | [ 16 ] |